# Cobananthus calochlamys
Cobananthus calochlamys är en tvåhjärtbladig växtart som först beskrevs av John Donnell Smith, och fick sitt nu gällande namn av Wiehler. Cobananthus calochlamys ingår i släktet Cobananthus och familjen Gesneriaceae. Inga underarter finns listade i Catalogue of Life.